# Microdessus
Microdessus is een geslacht van kevers uit de familie  waterroofkevers (Dytiscidae).
Het geslacht is voor het eerst wetenschappelijk beschreven in 1967 door Young.

## Soorten
Het geslacht omvat de volgende soort:
- Microdessus atomarius (Sharp, 1882)